# Sanger (Kalifornien)
Sanger ist eine Stadt im Fresno County im Bundesstaat Kalifornien der Vereinigten Staaten mit rund 20.400 Einwohnern (Stand: 2004). 
Sanger bezeichnet sich selbst als Nation’s Christmas Tree City.

## Söhne und Töchter der Stadt
- Francis Rogallo (1912–2009), Aerodynamiker
- Milt Minter (1933–2004), Autorennfahrer
- Tom Flores (* 1937), American-Football-Spieler und -Trainer
- Richard H. Lehman (* 1948), Politiker
- Gail Jensen (1949–2010), Schauspielerin, Produzentin, Komponistin
- Kristi Terzian (* 1967), Skirennläuferin